# Amoeba's Secret
Amoeba's Secret è un EP di Paul McCartney registrato durante uno spettacolo segreto al Amoeba Music a Hollywood, California, il 27 giugno 2007. L'EP fu pubblicato nel novembre 2007 su vinile, in edizione limitata, e nel gennaio 2009 su CD e formati scaricabili dalla rete.
L'EP raggiunse la posizione 119 nella classifica Billboard 200, nonostante la relativamente bassa pubblicità. La copertina raffigura McCartney mentre suona dal vivo, volutamente con una infima risoluzione dell'immagine, in modo che l'EP appaia come un bootleg. Il retro della copertina rappresenta un puzzle enigmistico incompleto, le cui lettere contengono dettagli della registrazione nascosti.
Le quattro tracce di questo EP appaiono anche nel successivo Paul McCartney Live in Los Angeles, insieme ad altre.

## Nomination
Due tracce estratte da questo EP furono nominate per i Grammy Award nel 2008 per il 51º Grammy Award tenutosi l'8 febbraio del 2009: That Was Me per la migliore performance vocale pop e I Saw Her Standing There per la miglior voce solista rock. Nessuna canzone vinse (per entrambi vinse John Mayer, con Say e Gravity rispettivamente). McCartney, alla cerimonia, eseguì dal vivo I Saw Her Standing There con Dave Grohl alla batteria.

## Tracce
1. Only Mama Knows (McCartney)
2. C Moon (McCartney, Linda McCartney)
3. That Was Me (McCartney)
4. I Saw Her Standing There (Lennon, Paul McCartney)